# Dirrhope americana
Dirrhope americana är en stekelart som beskrevs av Muesebeck 1936. Dirrhope americana ingår i släktet Dirrhope och familjen bracksteklar. Inga underarter finns listade i Catalogue of Life.